# Wanker

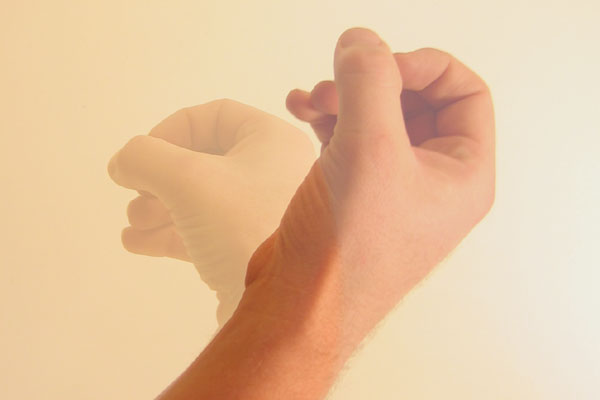
Gest que vol dir wanker

Wanker (equivalent a fer una punyeta, fer la mà o en italià "fare un pugno") és tant un signe com una paraulota, en anglès, especialment al Regne Unit, Irlanda, Austràlia i Nova Zelanda.

## Wanker
Literalment, un wanker és un terme vulgar d'argot que significa 'masturbador' (el substantiu del verb to wank oneself (masturbar-se), però és utilitzat també per a descriure un home que és egoista, o un insult genèric. De fet, no va ser introduït a l'idioma anglès fins a la dècada del 1940 com una paraula que descriu un home que es masturba, i, com a insult genèric, va ser utilitzat per primera vegada el 1972.
Wanker es sol simbolitzat amb un gest, agitant una mà sense acabar de tancar el puny del tot.
La paraula wanker no és d'ús comú en l'anglès nord-americà, i és utilitzat en els mitjans de comunicació Als Estats Units, només per estereotipar als britànics, irlandesos i australians. El terme va ser introduït als Estats Units pel cantant anglès Phil Collins durant el seu "cameo" a Miami Vice el 1984.

El desembre de 2000, l'Agència d'Estàndards de Publicitat del Regne Unit va fer públic un estudi on deia que wanker és la quarta paraula més ofensiva en l'idioma anglès. En el 200è episodi dels Simpson, Trash of the Titans, Adam Clayton de la banda irlandesa U2 diu que els altres membres del grup són wankers, i al final de l'episodi el personatge Montgomery Burns també diu que els de la banda U2 són wankers. Quan l'episodi va ser reestrenat a l'abril de 2008 al Regne Unit a les sis a la tarda, hi va haver 31 queixes fetes al canal de TV emissor.

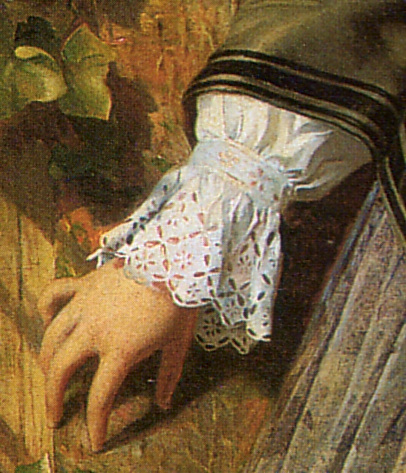
Punyeta.

## Fer punyetes
En català fer punyetes, fer una punyeta, fer la mà o en italià "fare un pugno") és tant un gest com una paraulota. El gest es sol simbolitzar, com en el cas de wanker, agitant una mà sense acabar de tancar el puny del tot. En Corominas explica clarament el significat com masturbació. Tanmateix, existeix l'ús de l'expressió "a fer punyetes" amb un sentit similar a "engegar a dida".

### A fer punyetes! (de blonda)
Enviar a algú "a fer punyetes" pot tenir un sentit similar a "engegar a dida". L'expressió té el seu origen en el fet que una punyeta és molt difícil de fer, quan es refereix a una punyeta feta de punta d'encaix o blonda que adorna alguns punys. S'utilitza com a complement de diverses vestimentes, especialment les bocamànigues brodades de les togues, tant per part d'individus pertanyents a l'estament clerical: diaques, sacerdots o bisbes com de l'àmbit civil (magistrats, jutges, etc.) o acadèmic, vgr. doctors, rectors i altres personalitats universitàries.